# Лаура Летрарі
Лаура Летрарі (італ. Laura Letrari, 8 березня 1989) — італійська плавчиня.
Учасниця Олімпійських Ігор 2012 року.
Призерка Чемпіонату Європи з плавання на короткій воді 2010, 2011 років.
Переможниця літньої Універсіади 2015 року.